# Anticlea costijuncta
Anticlea costijuncta är en fjärilsart som beskrevs av Edward Alfred Cockayne 1953. Anticlea costijuncta ingår i släktet Anticlea och familjen mätare. Inga underarter finns listade i Catalogue of Life.